# Universidad Popular José Martí

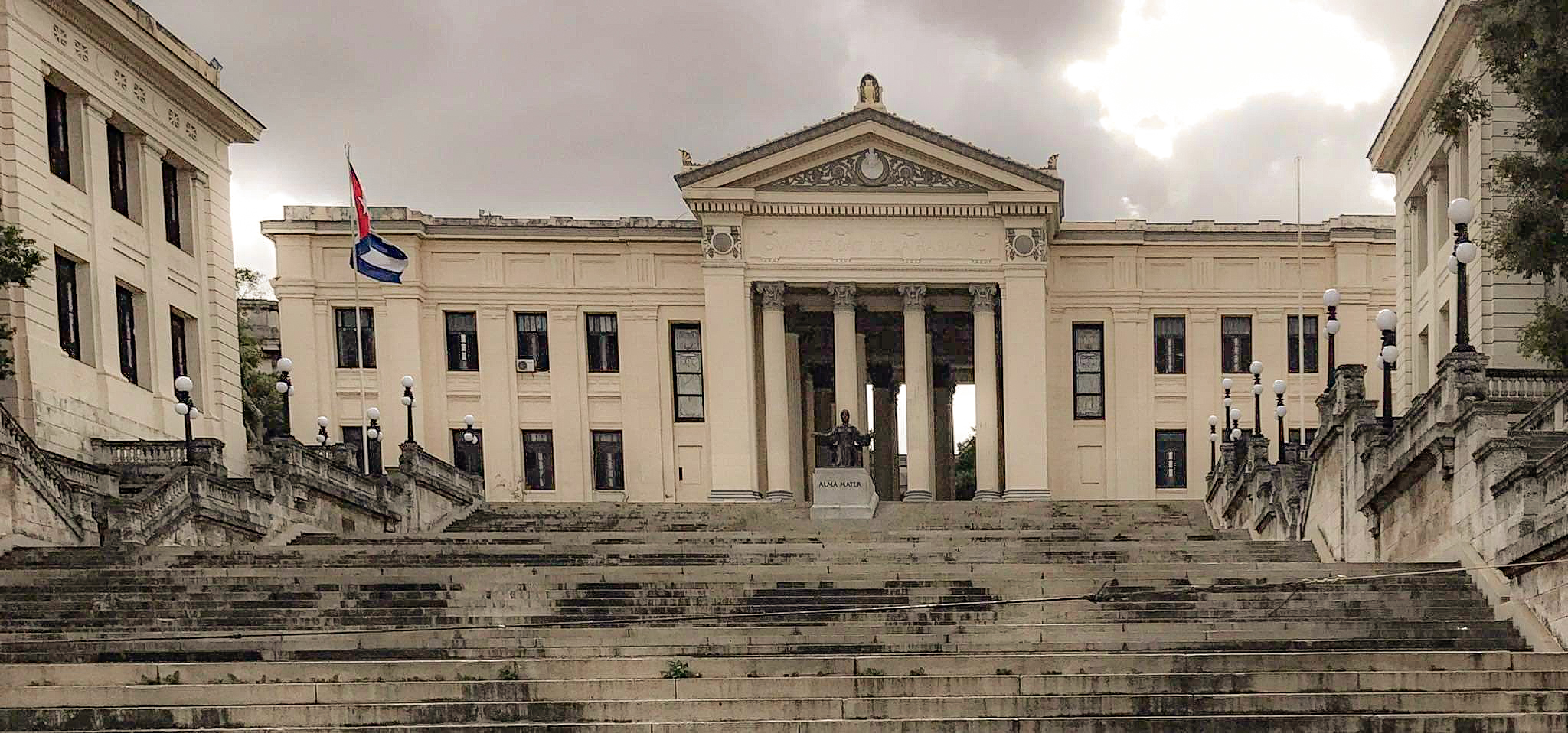
José Marti Public University in Havana

La Universidad Popular José Martí se fundó el 3 de noviembre de 1923 en la Universidad de La Habana, Cuba. Fue organizada y dirigida por Julio Antonio Mella. Desempeñó un papel   importante no sólo en la superación de los obreros, sino en el establecimiento de la unidad entre estos y los estudiantes. La institución brindó conferencias, veladas y otras actividades para el pueblo y fue clausurada en 1927, denunciada como peligroso foco comunista.

## Surgimiento
La agitación universitaria caracterizó el año 1923. En Cuba se respiraba un ambiente de tiranía. El Directorio estudiantil presentó en su programa la necesidad de la reforma radical de la Universidad. En el mes de octubre con Julio Antonio Mella al frente se desarrolló el Primer Congreso Nacional de Estudiantes, el cual adoptó el lema:”Todo tiempo futuro tiene que ser mejor”, contaban ya con la Federación Estudiantil Universitaria (FEU) quienes acordaron clausurar la universidad. Durante las sesiones del Congreso se acordó que fuera creada la Universidad Popular José Martí. 
El Congreso constituyó la más alta y perdurable contribución del movimiento revolucionario de 1923 al proceso de la reforma universitaria de América.En la sesión final del encuentro, Julio Antonio Mella se refirió a la creación de la Universidad Popular José Martí, cuando le correspondió el uso de la palabra y dijo que “al proponer su fundación (el Congreso) se había inspirado en el propósito de abrir una senda de luz para la generación de nuestros obreros (…) La Universidad Popular es una institución para todos y un camino abierto para tener un futuro mejor”.

La Universidad Popular José Martí, ligó a estudiantes e intelectuales con los sindicatos como prueba evidente de la transformación que debía tener el nuevo organismo educacional. Fue inaugurada en el aula Magna de la Universidad de La Habana el 3 de noviembre de 1923, su creador y organizador, Julio Antonio Mella la llamó “ la hija querida de mis sueños”.

## Funcionamiento
El funcionamiento de la Universidad Popular en el alma mater se hizo insostenible por la oposición de sus enemigos se le cerraban las puertas en las instituciones oficiales de enseñanzas pero se abrían en los centros proletarios. Se dictaron conferencias en diversos sindicatos de La Habana, San Antonio de los Baños y otros lugares acogieron a los ponentes.
El gobierno de Machado prohibió su funcionamiento en todo el territorio nacional. La Universidad Popular fue clausurada definitivamente en 1927. Julio Antonio Mella escribió desde el exilio en México:
“Las aulas se han cerrado pero las páginas de los libros se abren…. La Universidad Popular José Martí vive. Muchos han caído. Muchos más caerán. Pero todavía no se ha matado una sola idea un solo principio”.